# Johann Baptist Quanz
 Johann Baptist Quanz  (* 11. September 1741 in Orb; † 4. Dezember 1822 in Wirtheim) war ein deutscher römisch-katholischer Priester, auch hoher Würdenträger beim Erzbischöflichen Amt und Wohltäter. Er stiftete unter anderem einen Fonds für die Armen der Stadt Bad Orb.

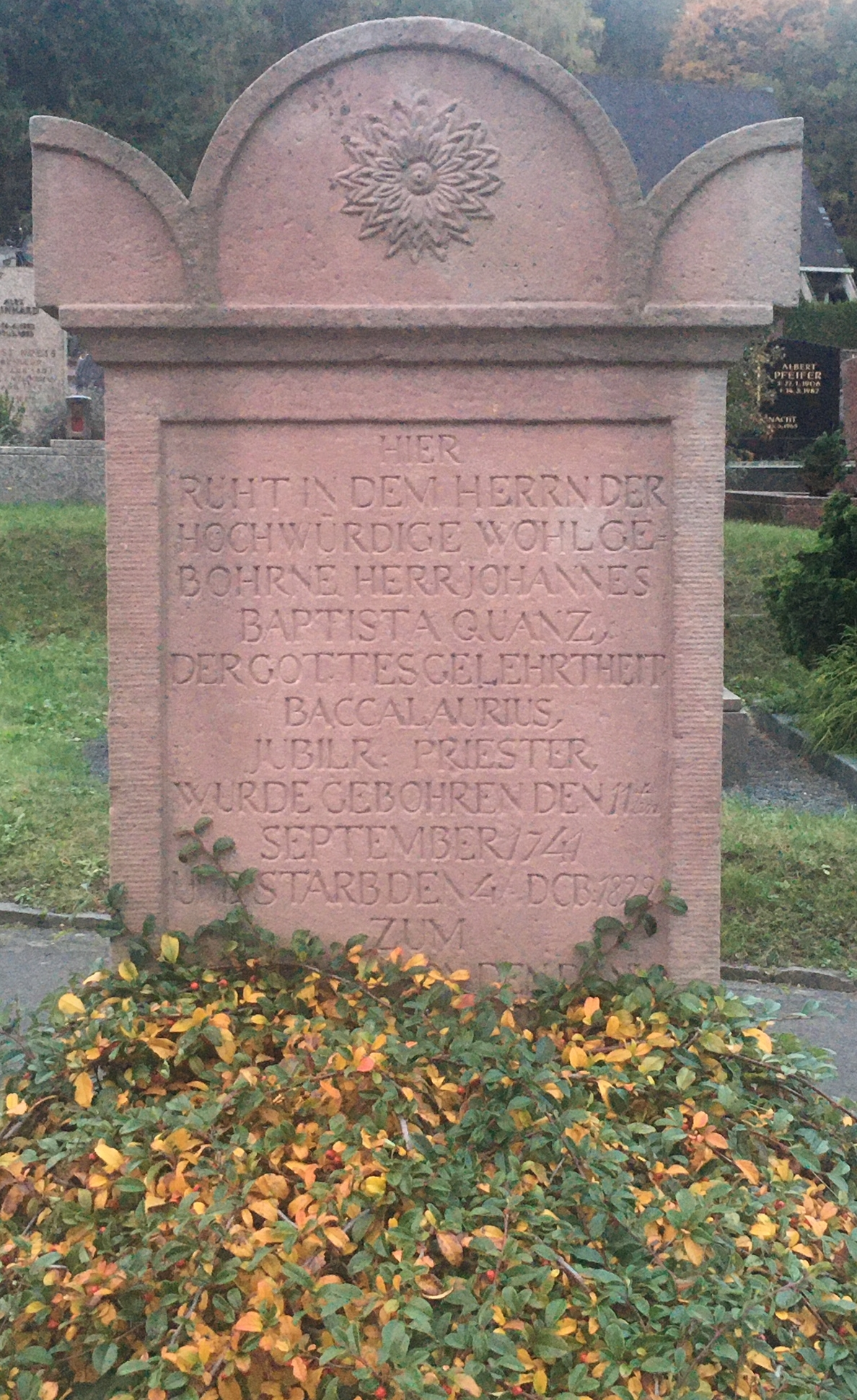
Ehrengrabmal für Johann Baptist Quanz

## Leben und Wirken
Johann Baptist Quanz war der Sohn von Johannes Quanz und Susanne, geborene Fries. Über seinen Werdegang liegen keine Unterlagen vor. Eine Zusammenfassung seines Wirkens gibt aber der lateinische Text der Ehrentafel in der St. Martinskirche in Bad Orb, hier in Übersetzung: „ … Jubilarpriester im achten Jahr (geweiht vor 58 Jahren), Bacalaureus (Universitätsgrad) der Hl. Theologie, Assessors des Erzbischöflichen Vikariates in Regensburg (vorher in Mainz), und der Kongregation der H. Riten, Sekretärs des geistlichen Gerichts und des Siegelamtes, Präbendaten (Geistlichen) des Kollegiatsstiftes St. Viktor in Mainz, Archidiakons (Stellvertreters) von vier aufeinander folgenden Weihbischöfen, Wohltäter dieser Kirche und der Armen, Stifters eines Familienstipendiums, …….“.
Quanz weilte häufiger in seiner Heimatstadt Orb. Hier feierte er auch, am 17. April 1815 sein goldenes Priesterjubiläum. Er verbrachte seine letzte Lebenszeit und starb auch im Pfarrhaus seines Neffen Johann Eck in Wirtheim. Johann Eck, ein Sohn von Quanz‘ Schwester, war wie Quanz ein Sohn der Stadt Orb.

## Die Quanzschen Stiftungen
Ins allgemeine Gedächtnis eingeschrieben hat sich der Sohn der Stadt (Bad) Orb, Johann Baptist Quanz durch seine zwei Stiftungen. Im Laufe seines langen Lebens und dank der herausgehobenen, gut dotierten Positionen, die er bekleidete, hatte er ein beachtliches Vermögen erspart und erwirtschaftet. Dazu gehörte Barvermögen eben sowie nicht unerheblicher Grundbesitz. Einen interessanten Einblick in das gesellschaftliche Leben seiner Zeit gewährt uns Quanz mit seiner Beschreibung des Ursprungs seines Vermögens, als er „34 Jahre die Kost bei Hofgerichtsrätin Engel(in) für billiges Kostgeld genossen und dadurch einer kostspieligen Haushaltung „überhoben“ wurde“.
Am 8. Oktober 1819 verfasste er „… in Aschaffenburg ein sehr umfangreiches Testament …“. Später folgten, noch bis kurz vor seinem Tode, einige Anhänge dazu. Es handelt sich dabei um 2 Stiftungen.
1. Die „Stiftung für Kranke, Arme, und Elende“, Armenfond genannt, wurde mit 8150 Gulden ausgestattet. Aus ihm „wurden arme und hilfsbedürftige Personen mit Geldmitteln versehen, Jungvermählte bekamen Barmittel zur Gründung ihres Hausstandes, Studierende haben aus diesem Fonds Bar- und Unterhaltsmittel erhalten, Kommunionkinder wurden eingekleidet und insbesondere mit Schuhwerk versorgt. …“. Bis zu Beginn des Ersten Weltkrieges gab es für alle Kinder am 1. Schultag, den Petersweck und zur gleichen Zeit arme und ältere Frauen einen Brotlaib.
Seit Jahrzehnten waren im Armenfond keine Barmittel mehr vorhanden. Sie waren durch Krieg und Inflation verloren gegangen.
2. Die „Familienstiftung“ verfügte über 18.000 Gulden, zuzüglich größerer Liegenschaften, aus deren Ertrag weitere Mittel flossen. Sie war gedacht für Blutsverwandte von Quanz, d. h. die Nachkommen seiner 4 Schwestern, die aus 7 Stämmen bestanden. Ähnlich wie beim Armenfond wurde „Kleidung für die Erstkommunion, Heiratsmitgift für Jungvermählte, Solbäder für Kinder, Wein für Kranke und Genesende, …, Ausbildungsbeihilfen für Gymnasiasten und Studierende, …“. Auch Darlehen wurden aus den Barmitteln oder aus Grundstücksverkäufen gewährt.
Ähnlich wie beim Armenfond waren die Barmittel durch Krieg und Inflation verloren gegangen, verblieben war aber das Grundvermögen, bestehend aus Wiesen und Äckern. Die Familienstiftung ist durch aussterben der 4. Generation erloschen. Stiftungsgemäß wurde das Restvermögen dem Armenfond zugeführt, sodass dieser wieder aufleben konnte.
Die Allgemeinen Regelungen für die Fonds verweisen auf eine lebenskluge und erfahrene Persönlichkeit hin, die nicht nur die Bedürfnisse der Menschen, sondern auch ihre Stärken und Schwächen genau kannte. So sollte die Stiftung nur bis zur 4. Generation beibehalten werden, „um Zänkereien und Feindschaft zu vermeiden“, und aus ihr sollten „keine ständige Pfründen angewiesen“ werden. Auch sollte „der Stadtmagistrat von aller Administration ausgeschlossen werden“. Für den Vorstand der Stiftungen wurde der jeweilige katholische Pfarrer von Orb, als eine dauerhafte Institution bestimmt, der Rechnungsführer sollte ein Blutsverwandter sein.

## Ehrungen, Erinnerung
- Seine Heimatstadt Bad Orb hält ihrem verdienten Bürger und Wohltäter Johann Baptist Quanz ein Ehrengrab auf dem Bad Orber Friedhof bereit. Das Grab steht unter Denkmalschutz.
- In die Wand des Glockenturmes von St. Martin in Bad Orb ist eine Ehrentafel für Johann Baptist Quanz in lateinischer Schrift eingraviert. Die Übersetzung siehe unter dem Titel „Leben und Wirken“.
- Die Quanzstraße erinnert an den berühmten Sohn der Stadt.